# Šlesko vojvodstvo
Šlesko vojvodstvo (polj. Województwo śląskie) je jedna od jedinica teritorijalne samouprave i administrativne podjele u Poljskoj - vojvodstava. Površine 12 333,09 km2, obuhvaća područja Šleske nizine, Šlesko-krakovske visoravni, Ošvienćimske kotline, Zapadnobeskidskog gorja i Zapadnih Beskida. Prema povijesnoj podjeli poljskih krajeva, Šlesko vojvodstvo pokriva istočni dio Gornje Šleske i zapadni dio Malopoljske. Vojvodstvo broji oko 4,57 milijuna stanovnika te predstavlja najgušće naseljen dio Poljske s najvišim stupnjem urbanizacije. Sjedište vojvodstva su Katowice. 
Šlesko vojvodstvo jedino u Poljskoj ima veći broj gradova s pravom kotara (19) nego samih kotara (17). Na području vojvodstva organizirana je Gornjošlesko-zaglenbska metropolija, zasad jedini poljski metropolitalni savez (związek metropolitalny). 

## Povijest
Šlesko vojvodstvo prvi put se u povijesti javlja tijekom Druge poljske republike. Tadašnje vojvodstvo imalo je veće ovlasti nego današnja poljska vojvodstva te je obuhvaćalo sve krajeve povijesne pokrajine Gornje Šleske koje su se našle u sastavu Druge republike, među kojima su Katowice, Rybnik, Pszczyna, Wodzisław Śląski, Żory, Mikołów, Tychy, Królewska Huta, Tarnowskie Góry, Miasteczko Śląskie, Woźniki, Lubliniec, Cieszyn, Skoczów, Bielsko. Za razliku od današnjih granica vojvodstva, tadašnje nisu obuhvaćale one krajeve i gradove koji su nekad pripadali Prvoj republici.
Zbog nacističke agresije na Poljsku, 8. listopada 1939. izdan je dekret Adolfa Hitlera O podjeli i upravi istočnih krajeva. Tim je dokumentom formirana šleska administrativna jedinica sa sjedištem u Wrocławu. Godine 1941. nova administrativna podjela donijela je razbijanje Šleske provincije, a jedna od novonastalih jedinica postaje Provincija Gornja Šleska (Provinz Oberschlesien). Provincija je obuhvaćala dva okruga: Katowice i Opole.
Nakon rata formirano je Šlesko vojvodstvo s vlašću nad većinom današnjeg područja vojvodstva, bez Częstochowe, Żywca i Jaworzna, kao i područje današnjeg Opolskog vojvodstva. Godine 1950. to je vojvodstvo podijeljeno na Opolsko i Katovičko. Upravo je Katovičko vojvodstvo formiralo granice slične današnjim.
Suvremeno Šlesko vojvodstvo nastalo je 1999. godine administrativnom reformom, kada su spojena stara vojvodstva:
- Katovičko (osim općina u kotarima Olkusz i Chrzanów te općine Brzeszcze u kotaru Oświęcim)
- Bielsko (osim općina u kotarima Sucha, Wadowice i Oświęcim)
- Čenstohovsko (osim općina koje se danas nalaze u kotarima Olesno, Pajęczno, Radomsko i Włoszczowa).

## Zemljopis
Prema podacima od 1. siječnja 2014. godine, površina vojvodstva iznosi 12 333,09 km2, što predstavlja 3,9% površine Poljske.

### Upravni položaj
Vojvodstvo se nalazi na jugu Poljske i dijeli granicu s:
- Češkom (Moravsko-šleski kraj) u dužini od 142,9 km na jugu
- Slovačkom (Žilinský kraj) u dužini od 85,3 km na jugu

te s vojvodstvima:
- Malopoljskim u dužini od 273,4 km na istoku
- Svetokriškim u dužini od 137,9 km na sjeveroistoku
- Łódzskim u dužini od 112,6 km na sjeveru
- Opolskim u dužini od 230,9 km na zapadu.

### Zemljopisni položaj
Gledajući zemljopisna obilježja, Šlesko vojvodstvo pokriva Šlesku uzvisinu, Krakovsko-čenstohovsku uzvisinu, Ošvienćimsku kotlinu i Beskide. Osim toga, unutar tih regija može se izdvojiti i mikroregije kao što su Tarnogorski hrbat, Ribnička visoravan ili Raciborska kotlina.

### Povijesni položaj
Šlesko vojvodstvo zauzima istočni dio Gornje Šleske te zapadni dio Malopoljske. Usto, nekoliko sjeveroistočnih općina današnjeg kotara Częstochowa te mali dijelovi kotara Kłobuck povijesno su bili dio Velikopoljske.
U današnjem vojvodstvu oko 48% površine pripada povijesnoj Gornjoj Šleskoj, 45% Malopoljskoj, a oko 7% površine čini Velikopoljska.
Samim time službeni naziv vojvodstva, kao i grb, izazivaju manje nesuglasice.

### Topografija
U smjeru sjever-jug vojvodstvo se proteže u dužini od 189 kilometara, što predstavlja 1°42'19˝ zemljopisne dužine. U smjeru istok-zapad raširenost vojvodstva iznosi 138 kilometara, što predstavlja kut od 1°56'20˝.
Površinski oblik ima obilježja uzvisina i gorja. Najviša točka je vrh Góra Pięciu Kopców na nadmorskoj visini od 1534 metra.

## Gradovi i mjesta
U Šleskom vojvodstvu nalazi se 71 naselje sa statusom grada, među kojima je i 19 gradova s pravima kotara. Također, u ovom vojvodstvu nalazi se najviše gradova s više od sto tisuća stanovnika. Nadalje, Šlesko je vojvodstvo jedino u Poljskoj gdje ima više gradova s pravima kotara nego samih kotara. Većina kotara je izraženo urbanizirana te nemaju jake poljoprivredne djelatnosti, već su često okarakterizirani kao "spavaonice" za veće gradove.
| 1. Katowice (315.996) 2. Częstochowa (246.129) 3. Sosnowiec (225.202) 4. Gliwice (199.099) 5. Zabrze (190.610) 6. Bytom (187.205) 7. Bielsko-Biała (176.678) 8. Ruda Śląska (145.929) 9. Rybnik (141.382) 10. Tychy (130.842) 11. Dąbrowa Górnicza (129.753) 12. Chorzów (114.434) 13. Jaworzno (96.051) 14. Jastrzębie-Zdrój (95.149) 15. Mysłowice (74.988) 16. Siemianowice Śląskie (72.451) 17. Żory (62.625) 18. Tarnowskie Góry (61.107) 19. Piekary Śląskie (59.494) 20. Będzin (58.659) 21. Racibórz (57.352) 22. Świętochłowice (55.172) 23. Zawiercie (52.926) 24. Wodzisław Śląski (49.319) | 25. Knurów (39.823) 26. Mikołów (38.392) 27. Cieszyn (36.014) 28. Czechowice-Dziedzice (34.811) 29. Czeladź (34.173) 30. Myszków (32.830) 31. Żywiec (32.078) 32. Czerwionka-Leszczyny (28.486) 33. Pszczyna (25.621) 34. Lubliniec (24.229) 35. Rydułtowy (21.950) 36. Łaziska Górne (21.906) 37. Bieruń (19.642) 38. Pyskowice (19.127) 39. Orzesze (18.830) 40. Radlin (17.673) 41. Radzionków (17.220) 42. Lędziny (16.156) 43. Ustroń (15.420) 44. Skoczów (14.641) 45. Pszów (14.012) 46. Kłobuck (13.193) 47. Wisła (11.453) 48. Blachownia (9.863) | 49. Wojkowice (9.434) 50. Poręba (8.784) 51. Kalety (8.657) 52. Imielin (7.887) 53. Miasteczko Śląskie (7.368) 54. Łazy (7.139) 55. Sławków (6.833) 56. Koniecpol (6.303) 57. Szczyrk (5.860) 58. Siewierz (5.528) 59. Kuźnia Raciborska (5.517) 60. Krzepice (4.524) 61. Ogrodzieniec (4.465) 62. Żarki (4.419) 63. Woźniki (4,410) 64. Szczekociny (3,912) 65. Toszek (3,822) 66. Strumień (3,397) 67. Wilamowice (2,818) 68. Koziegłowy (2,505) 69. Krzanowice (2,207) 70. Pilica (1,971) 71. Sośnicowice (1,747) |

## Administrativna podjela
Šlesko vojvodstvo čini 36 kotara (okrug, poljski powiat), od toga 19 gradskih i 17 zemljišnih, koji su potom podijeljeni na 167 općina (poljski gmina).
| Naziv poljski naziv                               | Površina (km²) | Populacija (2006.) | Sjedište         | Ostali gradovi                                  | Ukupno općina (poljski gmina) |
| Gradski kotari                                    |                |                    |                  |                                                 |                               |
| Katowice                                          | 165            | 315.996            |                  |                                                 | 1                             |
| Częstochowa                                       | 160            | 246.129            |                  |                                                 | 1                             |
| Sosnowiec                                         | 91             | 225.202            |                  |                                                 | 1                             |
| Gliwice                                           | 134            | 199.099            |                  |                                                 | 1                             |
| Zabrze                                            | 80             | 190.610            |                  |                                                 | 1                             |
| Bytom                                             | 69             | 187.205            |                  |                                                 | 1                             |
| Bielsko-Biała                                     | 125            | 176.678            |                  |                                                 | 1                             |
| Ruda Śląska                                       | 78             | 145.929            |                  |                                                 | 1                             |
| Rybnik                                            | 148            | 141.382            |                  |                                                 | 1                             |
| Tychy                                             | 82             | 130.842            |                  |                                                 | 1                             |
| Dąbrowa Górnicza                                  | 188            | 129.753            |                  |                                                 | 1                             |
| Chorzów                                           | 33             | 114.434            |                  |                                                 | 1                             |
| Jaworzno                                          | 152            | 96.051             |                  |                                                 | 1                             |
| Jastrzębie-Zdrój                                  | 85             | 95.149             |                  |                                                 | 1                             |
| Mysłowice                                         | 66             | 74.988             |                  |                                                 | 1                             |
| Siemianowice Śląskie                              | 25             | 72.451             |                  |                                                 | 1                             |
| Żory                                              | 65             | 62.625             |                  |                                                 | 1                             |
| Piekary Śląskie                                   | 40             | 59.494             |                  |                                                 | 1                             |
| Świętochłowice                                    | 13             | 55.172             |                  |                                                 | 1                             |
| Zemljišni kotari                                  |                |                    |                  |                                                 |                               |
| Cieszyn (kotar) powiat cieszyński                 | 730            | 171.029            | Cieszyn          | Ustroń, Skoczów, Wisła, Strumień                | 12                            |
| Wodzisław (kotar) powiat wodzisławski             | 287            | 155.228            | Wodzisław Śląski | Rydułtowy, Radlin, Pszów                        | 9                             |
| Będzin (kotar) powiat będziński                   | 368            | 151.122            | Będzin           | Czeladź, Wojkowice, Sławków, Siewierz           | 8                             |
| Bielsko (kotar) powiat bielski                    | 457            | 150.764            | Bielsko-Biała *  | Czechowice-Dziedzice, Szczyrk, Wilamowice       | 10                            |
| Żywiec (kotar) powiat żywiecki                    | 1.040          | 149.492            | Żywiec           |                                                 | 15                            |
| Tarnowskie Góry (kotar) powiat tarnogórski        | 643            | 137.979            | Tarnowskie Góry  | Radzionków, Kalety, Miasteczko Śląskie          | 9                             |
| Częstochowa (kotar) powiat częstochowski          | 1.519          | 133.553            | Częstochowa *    | Blachownia, Koniecpol                           | 16                            |
| Zawiercie (kotar) powiat zawierciański            | 1.003          | 124.127            | Zawiercie        | Poręba, Łazy, Ogrodzieniec, Szczekociny, Pilica | 10                            |
| Gliwice (kotar) powiat gliwicki                   | 663            | 114.963            | Gliwice *        | Knurów, Pyskowice, Toszek, Sośnicowice          | 8                             |
| Racibórz (kotar) powiat raciborski                | 544            | 111.505            | Racibórz         | Kuźnia Raciborska, Krzanowice                   | 8                             |
| Pszczyna (kotar) powiat pszczyński                | 473            | 104.638            | Pszczyna         |                                                 | 6                             |
| Mikołów (kotar) powiat mikołowski                 | 232            | 91.022             | Mikołów          | Łaziska Górne, Orzesze                          | 5                             |
| Kłobuck (kotar) powiat kłobucki                   | 889            | 84.730             | Kłobuck          | Krzepice                                        | 9                             |
| Lubliniec (kotar) powiat lubliniecki              | 822            | 76.628             | Lubliniec        | Woźniki                                         | 8                             |
| Rybnik (kotar) powiat rybnicki                    | 225            | 73.527             | Rybnik *         | Czerwionka-Leszczyny                            | 5                             |
| Myszków (kotar) powiat myszkowski                 | 479            | 71.619             | Myszków          | Żarki, Koziegłowy                               | 5                             |
| Bieruń-Lędziny (kotar) powiat bieruńsko-lędziński | 157            | 55.868             | Bieruń           | Lędziny, Imielin                                | 5                             |
| * sjedište nije dio kotara                        |                |                    |                  |                                                 |                               |

## Stanovništvo
Prema podacima od 30. lipnja 2014. godine, Šlesko vojvodstvo imalo je 4 593 358 stanovnika, što je činilo oko 12% stanovništva čitave Poljske. To znači da je Šlesko vojvodstvo drugo po broju stanovnika u Poljskoj, iza Mazovjeckog vojvodstva. 
Gustoća naseljenosti iznosi 372 st./km2 te je najviša u Poljskoj. Pritom je najgušće naseljen središnji dio vojvodstva, s preko tisuću osoba na kvadratnom kilometru. Vojvodstvo obuhvaća treći najgušće naseljen grad u Poljskoj - Świętochłowice, kao i drugi najgušće naseljen kotar - Wodzisław (552,1 st./km2).
Jedno od obilježja Šleskog vojvodstva je i znatniji udio nacionalnih manjina. Prema posljednjem[kojem?] popisu, na području vojvodstva živi oko 20 tisuća Nijemaca (0,43% stanovništva), uglavnom u kotarima Racibór i Gliwice te u većim gradovima. Dio stanovništva izjašnjava se kao Česi, Moravci i ostali. U Šleskom vojvodstvu živi najveći broj stanovnika koji se nacionalno izjašnjavaju kao Šlezi i pripadnici šleskog etničke grupe. Popis iz 2011. godine broji oko 318 tisuća (oko 7%) stanovnika koji su isključivo izjasnili kao Šlezi te još 382 tisuće stanovnika koji izražavaju dvojnu nacionalnu pripadnost "Šlezi-Poljaci".

## Promet
Kroz glavni kolodvor u Katowicama prometuju vlakovi mreža EuroCity i InterCity.
Područjem vojvodstva prolaze autocesta A1 (E75), autocesta A4 (E70), brza cesta S1, brza cesta S52, brza cesta S86 te nekoliko državnih i regionalnih cesta. 
U blizini glavnog grada djeluje međunarodna zračna luka Katowice-Pyrzowice.

### Željeznički prijevoz
U Šleskom vojvodstvu nalazi se 1978 kilometara željezničke pruge, što ga stavlja na prvo mjesto u državi. Od toga, 921 kilometar je jednokolosiječna pruga, dok 1057 kilometara čine dvo- i višekolosiječne pruge. 1734 kilometra pruga su elektrificirane.
Od 2012. godine sve linije u unutrašnjem putničkom prometu u Šleskom vojvodstvu organiziraju Šleske željeznice (Koleje Śląskie), u čijem vlasništvu udjel ima i pokrajinska samouprava. Vezu sa susjednim vojvodstvima ostvaruje navedeno poduzeće, kao i prijevoznik Przewozy Regionalne, dok se daljinskim putničkim prijevozom bave državne željeznice u sklopu poduzeća PKP Intercity.
Godine 2015. javna novčana potpora za Koleje Śląskie iznosila je 140 milijuna PLN, a za Przewozy Regionalne 34 milijuna PLN.
U vojvodstvu djeluje 35 željezničkih kolodvora, od kojih je gotovo polovica potpuno adaptirana i renovirana tijekom 21. stoljeća.
Teretni željeznički promet odnosi se prije svega na prijevoz kamenog ugljena. 

### Zračni prijevoz
Na udaljenosti od oko 30 kilometara sjeverno od središta Katowica smještena je međunarodna zračna luka Katowice-Przyrowice. Nakon izgradnje i puštanja u promet trećeg terminala, zračna luka može godišnje uslužiti oko 5,5 milijuna putnika. Godine 2017. kroz zračnu luku prošlo je 3,8 milijuna putnika. Ima tri putnička terminala te jedan teretni terminal. U planu je i izgradnja četvrtog putničkog terminala. Sa zračne luke Katowice-Przyrowice leti se do četrdesetak domaćih i stranih destinacija.
U središtu Katowica također se nalazi i manja zračna luka Katowice-Muchowiec, a diljem vojvodstva nekoliko je manjih rekreacijskih, sportskih i poljoprivrednih zračnih luka i pista.

## Znanost i obrazovanje
Na području Šleskog vojvodstva djeluju 34 ustanove visokog obrazovanja i 24 dislocirana odjela. Do 1960-ih godina vojvodstvo nije imalo niti jedno sveučilište.
Neke od najvećih ustanova visokog obrazovanja po broju studenata su:
1. Šlesko sveučilište u Katowicama (Uniwersytet Śląski w Katowicach) - 23 tisuće studenata
2. Politechnika Śląska - 21 tisuća studenata
3. Ekonomsko sveučilište u Katowicama (Uniwersytet Ekonomiczny w Katowicach) - 10 tisuća studenata
4. Šlesko medicinsko sveučilište u Katowicama (Śląski Uniwersytet Medyczny w Katowicach) - 9 tisuća studenata
5. Politechnika Częstochowska - 7 tisuća studenata

## Religija
Područje Šleskog vojvodstva crkveno pripada trima metropolijama: Częstochowa, Katowice i Kraków.
Najvažnija mjesta hodočašća za katolike u vojvodstvu su Jasna Góra, Bazilika Blažene Djevice Marije i sv. Bartola u Piekarama Šleskim te Bazilika Rođenja Blažene Djevice Marije u Pszowu.
U Šleskoj također djeluju i dvije biskupije Evangeličko-augsburške Crkve, a u ovom vojvodstvu živi više od polovice poljskih luterana.